# Yanmar
Yanmar Co., Ltd. (ヤンマー株式会社 Yanmā Kabushiki-Gaisha) er en japansk producent af dieselmotorer, entreprenørmaskiner og jordbrugsmaskiner.
Yanmar blev etableret i 1912 i Osaka af Magokichi Yamaoka.